# Origin (album Origin)
Origin – pierwszy album studyjny amerykańskiego zespołu muzycznego Origin. Wydawnictwo ukazało się 11 lipca 2000 roku nakładem wytwórni muzycznej Relapse Records. Nagrania zostały zarejestrowane w Studio One w Racine w stanie Wisconsin.

## Lista utworów
Opracowano na podstawie materiału źródłowego.
| Nr | Tytuł utworu                                       | Długość |
| -- | -------------------------------------------------- | ------- |
| 1. | „Lethal Manipulation (The Bonecrusher Chronicles)” | 02:26   |
| 2. | „Sociocide”                                        | 04:12   |
| 3. | „Vomit You Out”                                    | 03:20   |
| 4. | „Origin”                                           | 02:55   |
| 5. | „Mental Torment”                                   | 03:49   |
| 6. | „Manimal Instincts”                                | 03:00   |
| 7. | „Infliction”                                       | 02:51   |
| 8. | „Disease Called Man”                               | 03:44   |
| 9. | „Inner Reflections”                                | 03:26   |
|    |                                                    | 29:43   |

## Wydania
| Rok  | Nr katalogowy | Format           | Wytwórnia       | Region            | Źródło |
| ---- | ------------- | ---------------- | --------------- | ----------------- | ------ |
| 2000 | RR 6447-2     | CD, Album        | Relapse Records | Stany Zjednoczone | [ 3 ]  |
| 2000 | RR6447        | CD, Album, Promo | Relapse Records | Stany Zjednoczone | [ 3 ]  |
| 2000 | HWCY-1055     | CD, Album        | Ritual Records  | Japonia           | [ 3 ]  |